# محمد شريف (الأمم المتحدة)
محمد شريف (مواليد 1933 في نيبال )، كان رئيس وحدة الشباب، مركز التنمية الاجتماعية والشؤون الإنسانية  في الأمم المتحدة من 1979 إلى 1987 ثم أصبح مسؤولاً عن 3 أقسام: الإعاقة، الشيخوخة والشباب. وكان أيضًا الأمين التنفيذي للسنة الدولية للشباب  
خلال السنة الدولية للشباب، مثل شريف الأمم المتحدة في عدد من المؤتمرات الدولية بصفته الممثل الشخصي للأمين العام للأمم المتحدة.  من بين المؤتمرات القليلة التي لعب فيها هذا الدور (المذكورة في تقرير الأمين العام للأمم المتحدة عن السنة الدولية للعام 1985 ) مؤتمر الشباب العالمي لليونسكو ومؤتمر الشباب الدولي حول القانون.
تخرج من جامعة باتنا في الهند وحصل على الدكتوراه في جامعة ولاية أيوا عام 1969.  كان سابقًا مسؤولًا في الحكومة النيبالية ومستشارًا للملك. لعب دورًا رئيسيًا في إنشاء شركة الطيران الوطنية لذلك البلد.